# Manus manum lavat
Manus manum lavat è una frase latina, dal significato letterale «una mano lava l'altra mano» e senso traslato «se tu mi fai un favore io te lo rendo».
La frase è attestata nel Satyricon di Petronio (XLV), con un significato piuttosto ironico: col tempo, il contesto in cui viene usata, anche nella versione italiana "una mano lava l'altra", tende verso l'omertà, quasi si dicesse "tu non dire nulla di quello che ho fatto, e vedrai che avrai il tuo vantaggio". 
Si confronti do ut des, che prevede sempre lo scambio di favori ma in maniera per così dire più contrattuale.